# فالبروك (كاليفورنيا)
فالبروك (بالإنجليزية: Fallbrook CDP, California)‏ هي منطقة سكنية تقع بولاية كاليفورنيا في الولايات المتحدة. تبلغ مساحتها 45.483 كم2، وترتفع عن سطح البحر 208 م، بلغ عدد سكانها 30,534 نسمة في عام 2010 حسب إحصاء مكتب تعداد الولايات المتحدة وتصل الكثافة السكانية فيها 671.3 نسمة لكل كيلومتر مربع (1,738.7/ميل2).

## التركيبة السكانية
حدّد مكتب تعداد الولايات المتحدة بيانات التركيبة السكانية لفالبروك في تعداد الولايات المتحدة. في ما يلي، التركيبة السكانية حسب تعدادي 2000 و2010.

### تعداد عام 2000
بلغ عدد سكان فالبروك 29,100 نسمة بحسب تعداد عام 2000، وبلغ عدد الأسر 9,367 أسرة وعدد العائلات 7,344 عائلة مقيمة في المنطقة السكنية. في حين سجلت الكثافة السكانية 639.8 نسمة لكل كيلومتر مربع (1,657.1/ميل2). وبلغ عدد الوحدات السكنية 9,612 وحدة بمتوسط كثافة قدره 211.3 لكل كيلومتر مربع (547.3/ميل2).
وتوزع التركيب العرقي للمنطقة السكنية بنسبة 71.78% من البيض و1.43% من الأمريكيين الأفارقة و0.90% من الأمريكيين الأصليين و1.54% من الأمريكيين ذوي الأصول الآسيوية و0.30% من سكان جزر المحيط الهادئ و20.16% من الأعراق الأخرى و3.89% من عرقين مختلطين أو أكثر و37.30% من الهسبانيون أو اللاتينيون من أي عرق.
بلغ عدد الأسر 9,367 أسرة كانت نسبة 43.5% منها لديها أطفال تحت سن الثامنة عشر تعيش معهم، وبلغت نسبة الأزواج القاطنين مع بعضهم البعض 63.3% من أصل المجموع الكلي للأسر، ونسبة 10.2% من الأسر كان لديها معيلات من الإناث دون وجود شريك، بينما كانت نسبة 4.8% من الأسر لديها معيلون من الذكور دون وجود شريكة وكانت نسبة 21.6% من غير العائلات. تألفت نسبة 16.8% من أصل جميع الأسر من عدة أفراد يعيشون في نفس المنزل ونسبة 8.4% كانت تتألف من شخص يعيش بمفرده يبلغ من العمر 65 عاماً أو أكثر. وبلغ متوسط حجم الأسرة المعيشية 3.07، أما متوسط حجم العائلات فبلغ 3.40.
بلغ العمر الوسطي للسكان 31.0 عاماً. وكانت نسبة 29.2% من القاطنين تحت سن الثامنة عشر، وكانت نسبة 12.9% بين الثامنة عشر والرابعة والعشرين عاماً، ونسبة 25.8% كانت واقعةً في الفئة العمرية ما بين الخامسة والعشرين والرابعة والأربعين عاماً، ونسبة 18.9% كانت ما بين الخامسة والأربعين والرابعة والستين، ونسبة 12.1% كانت ضمن فئة الخامسة والستين عاماً فما فوق. يوجد لكل 100 أنثى 103.5 ذكر، ويوجد لكل 100 أنثى في الثامنة عشر من عمرها فما فوق 100.8 ذكر.
بلغ متوسط دخل الأسرة في المنطقة السكنية 43,778 دولارًا، أما متوسط دخل العائلة فبلغ 48,157 دولارًا. وكان متوسط دخل الذكور 31,615 دولارًا مقابل 27,116 دولارًا للإناث. وسجل دخل الفرد الخاص بالمنطقة السكنية 18,152 دولارًا. وكانت نسبة 10.7% من العائلات ونسبة 14.7% من السكان تحت خط الفقر، وكان من هؤلاء نسبة 20.7% تحت سن الثامنة عشر ونسبة 8.1% في الخامسة والستين من العمر وما فوق.

### تعداد عام 2010
بلغ عدد سكان فالبروك 30,534 نسمة بحسب تعداد عام 2010، وبلغ عدد الأسر 9,999 أسرة وعدد العائلات 7,670 عائلة مقيمة في المنطقة السكنية. في حين سجلت الكثافة السكانية 671.3 نسمة لكل كيلومتر مربع (1,738.7/ميل2). وبلغ عدد الوحدات السكنية 10,855 وحدة بمتوسط كثافة قدره 238.7 لكل كيلومتر مربع (618.2/ميل2).
وتوزع التركيب العرقي للمنطقة السكنية بنسبة 66.99% من البيض و1.60% من الأمريكيين الأفارقة و0.76% من الأمريكيين الأصليين و1.94% من الأمريكيين ذوي الأصول الآسيوية و0.23% من سكان جزر المحيط الهادئ و24.14% من الأعراق الأخرى و4.33% من عرقين مختلطين أو أكثر و45.20% من الهسبانيون أو اللاتينيون من أي عرق.
بلغ عدد الأسر 9,999 أسرة كانت نسبة 39.3% منها لديها أطفال تحت سن الثامنة عشر تعيش معهم، وبلغت نسبة الأزواج القاطنين مع بعضهم البعض 59.5% من أصل المجموع الكلي للأسر، ونسبة 11.4% من الأسر كان لديها معيلات من الإناث دون وجود شريك، بينما كانت نسبة 5.8% من الأسر لديها معيلون من الذكور دون وجود شريكة وكانت نسبة 23.3% من غير العائلات. تألفت نسبة 17.8% من أصل جميع الأسر من عدة أفراد يعيشون في نفس المنزل ونسبة 8.7% كانت تتألف من شخص يعيش بمفرده يبلغ من العمر 65 عاماً أو أكثر. وبلغ متوسط حجم الأسرة المعيشية 3.04، أما متوسط حجم العائلات فبلغ 3.40.
بلغ العمر الوسطي للسكان 34.7 عاماً. وكانت نسبة 26.3% من القاطنين تحت سن الثامنة عشر، وكانت نسبة 12.3% بين الثامنة عشر والرابعة والعشرين عاماً، ونسبة 23% كانت واقعةً في الفئة العمرية ما بين الخامسة والعشرين والرابعة والأربعين عاماً، ونسبة 24.4% كانت ما بين الخامسة والأربعين والرابعة والستين، ونسبة 13.9% كانت ضمن فئة الخامسة والستين عاماً فما فوق. وتوزع التركيب الجنسي للسكان بنسبة 49.9% ذكور و50.1% إناث.

## وصلات خارجية
- الموقع الرسمي